# M107
M107 (NGC6171) е кълбовиден звезден куп, разположен по посока на съзвездието Змиеносец. Открит е от Пиер Мешен през 1782, и независимо от него, преоткрит от Уилям Хершел през 1793.
М107 очевидно съдържа някои тъмни региони, които са необичайни за сферичните купове. Звездите в него са много разпилени. Видимо М107 има размер около 3’, докато на снимките той заема над 3 пъти по-голяма площ. М107 се движи към нас със скорост от 147 км/сек. Има интегрална звездна величина 7.9.
M107 е близо до галактичната равнина, на разстояние от 20 090 св.г. от Земята. Познати са около 25 променливи звезди от купа.
Видимата му звездна величина е +8.85, а ъгловият диаметър – 13'.